# Next Biometrics
Next Biometrics ASA är ett norskt elektronikföretag som utvecklar fingeravtryckssensorer.
Next Biometrics ASA grundades år 2000 av den vietnamesisk-norske ingenjören och uppfinnaren Ngoc Minh Dinh. Företaget fick sin första försäljning av sin fingeravtryckssensor 2011 till ett tyskt företag och samma år ett patent till och med 2025. År 2014 noterades företaget på Oslobörsen.